# Malcolm Allison
Pour les articles homonymes, voir Allison.
Malcolm Allison est un footballeur anglais né le 5 septembre 1927 et mort le 14 octobre 2010. Il est notamment connu pour sa carrière d'entraîneur à Manchester City aux côtés de Joe Mercer.

## Palmarès

### Joueur
West Ham United
- Championnat d'Angleterre de deuxième division
  - Champion : 1957–58

### Entraîneur
Manchester City – 1965–1973 et 1979–1980
- Championnat d'Angleterre
  - Champion : 1967–68
- Championnat d'Angleterre de deuxième division
  - Champion : 1965–66
- FA Cup
  - Vainqueur : 1969
- League Cup
  - Vainqueur : 1970
- Charity Shield
  - Vainqueur : 1968, 1972
- Coupe d'Europe des Vainqueurs de Coupe
  - Vainqueur : 1970

Sporting Clube de Portugal – 1981–1982
- Championnat du Portugal
  - Champion : 1981–82
- Coupe du Portugal
  - Vainqueur : 1981–82
- Supercoupe du Portugal
  - Vainqueur : 1981–82